# Adranosit
Adranosit je nově objevený minerál ze skupiny sulfosolí. Pojmenovaný byl podle řeckého boha ohně Adranose, který dle legendy žil pod sopkou Etnou a byl hojně uctíván napříč celou Sicílií. Jeho struktura je zcela unikátní a podobnou vykazuje jen hrstka dalších minerálů na celém světě. Vyskytuje se zde totiž strukturní pozice NaO4Cl2 v podobě tetragonálních čtvercových bipyramid, které v rozích sdílejí ionty Cl−, společně s oktaedry AlO6 a tetraedry SO4, které dohromady tvoří spirální řetězce paralelní s [001].

## Vznik
Vzniká jako sublimát na brekciovitých úlomcích kde horké plyny a páry stoupají z jícnu aktivní sopky.

## Vlastnosti
- Fyzikální vlastnosti: Tento minerál není dostatečně prostudován, proto tvrdost, štěpnost a lom nebyly v současnosti definovány. Hustota byla vypočítána na 2,15 g/cm³.
- Optické vlastnosti: Barva: bílý nebo bezbarvý. Průhledný až průsvitný, lesk skelný, vryp bílý.
- Chemické vlastnosti: Složení: Na 3,81 %, Al 8,958 %, H (v (NH4)2O) 2,68 %, H (v H2O) 0,33 %, S 21,28 %, N 9,29 %, Cl 5,88 %, O 47,77 %, mohou zde probíhat substituce Al za Fe.

## Podobné minerály
Později objeven také chemicky podobný analog bohatý na Fe označován jako adranosit-(Fe).

## Výskyt
Jedná se o velmi vzácný minerál, donedávna byl známý pouze z jediného naleziště na světě.
- Typovou lokalitou a zároveň jediný výskyt přírodní mineralizace je sopka La Fossa crater na Sicílii v Itálii
- Další objevy byly učiněny v souvislosti s antropogenní mineralizací na hořících haldách černého uhlí v Německu a Maďarsku.

## Parageneze
Vyskytuje se společně s minerály jako jsou aiolosit, theresiait, alunit, anhydrit, bismuthinit, sassolit, dimicheleite-(Br), dimicheleite-(Cl) a demicheleite-(I).